# Sächsischer Mt. Everest Treppenmarathon

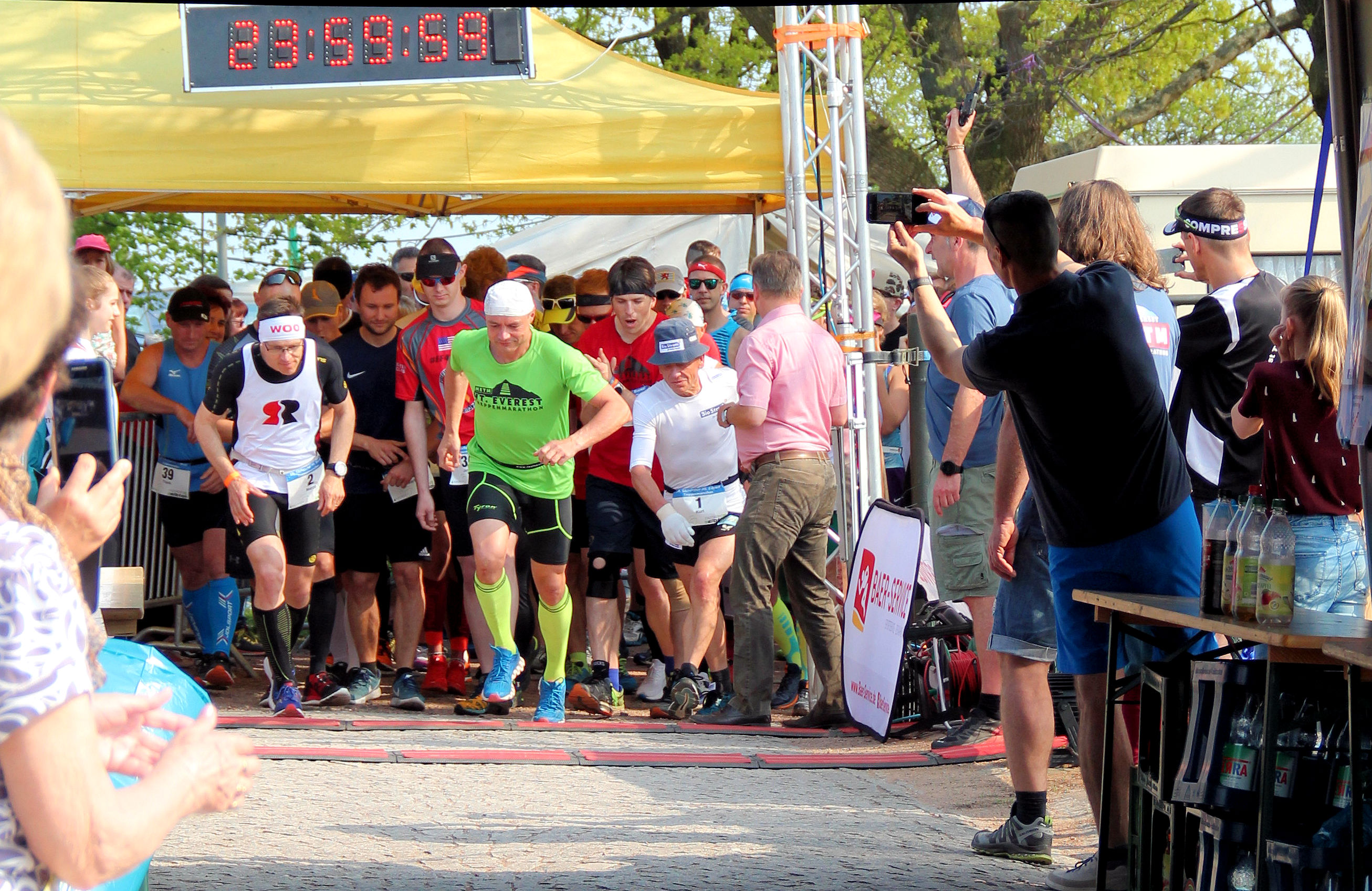
Start der Alleingänger beim Treppenmarathon 2018

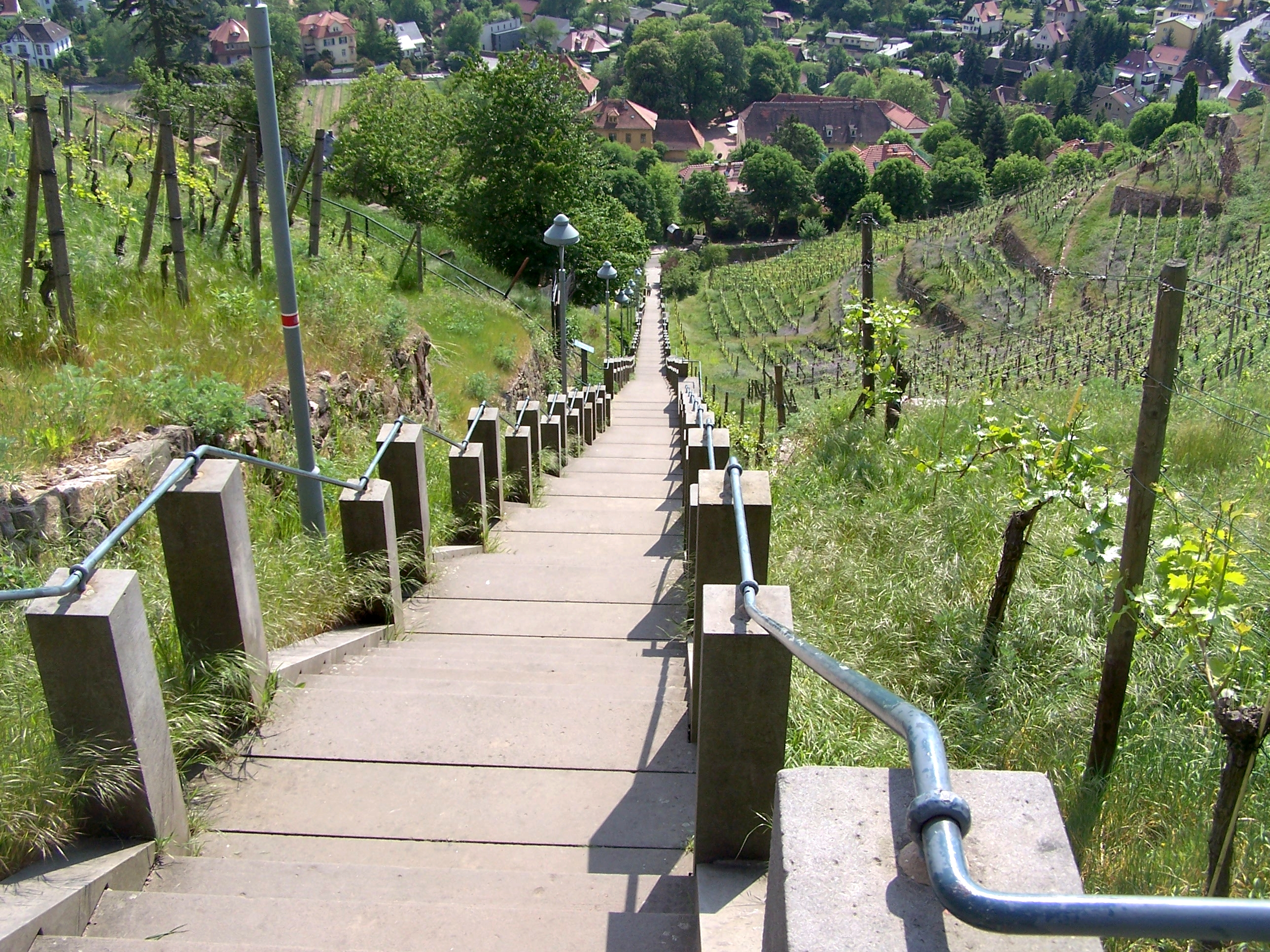
Nach dem Start geht’s die Treppe runter, auf die Hoflößnitz zu

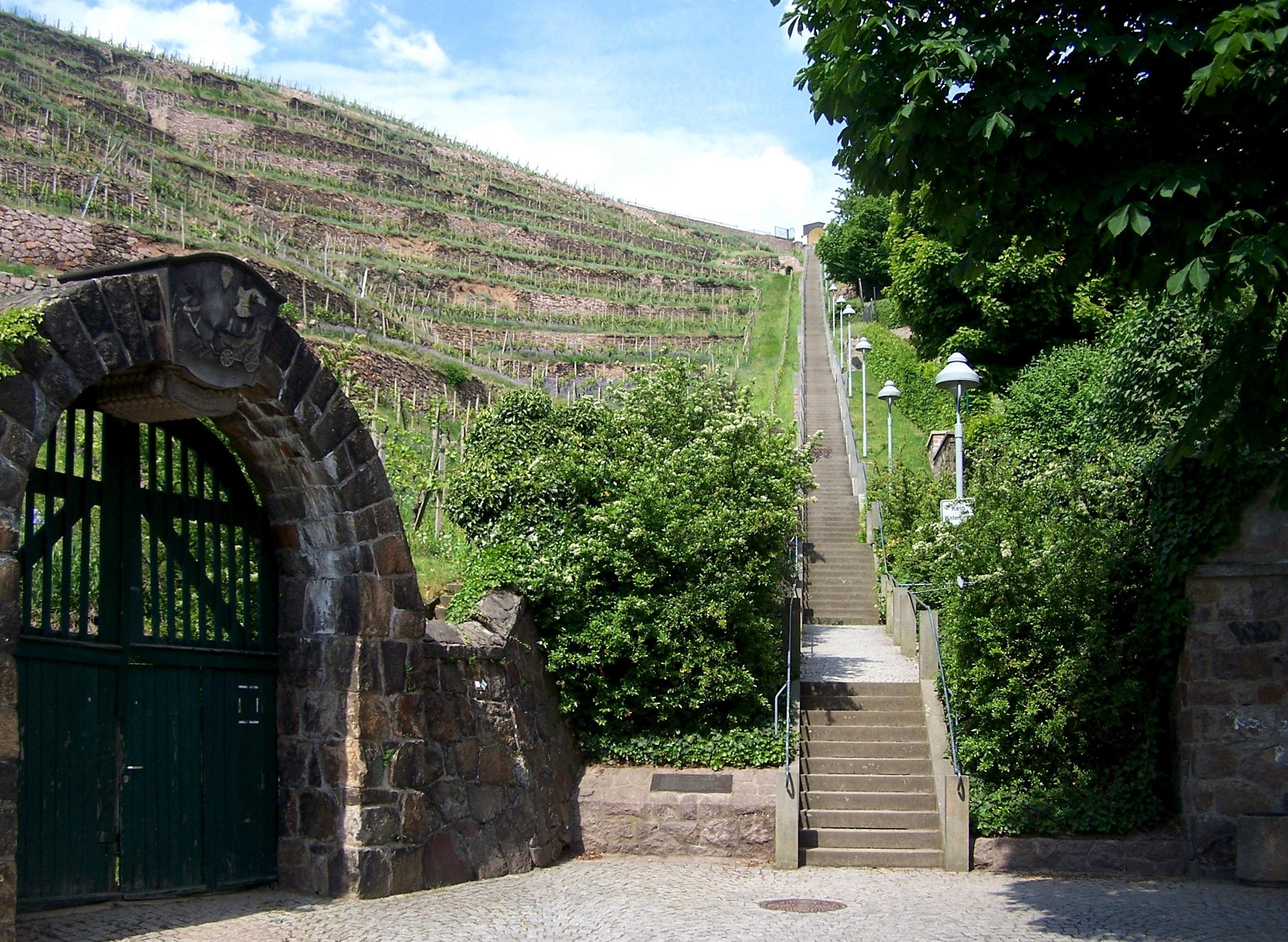
Vom Weinbergstor Goldener Wagen nach links zum Wendeplatz

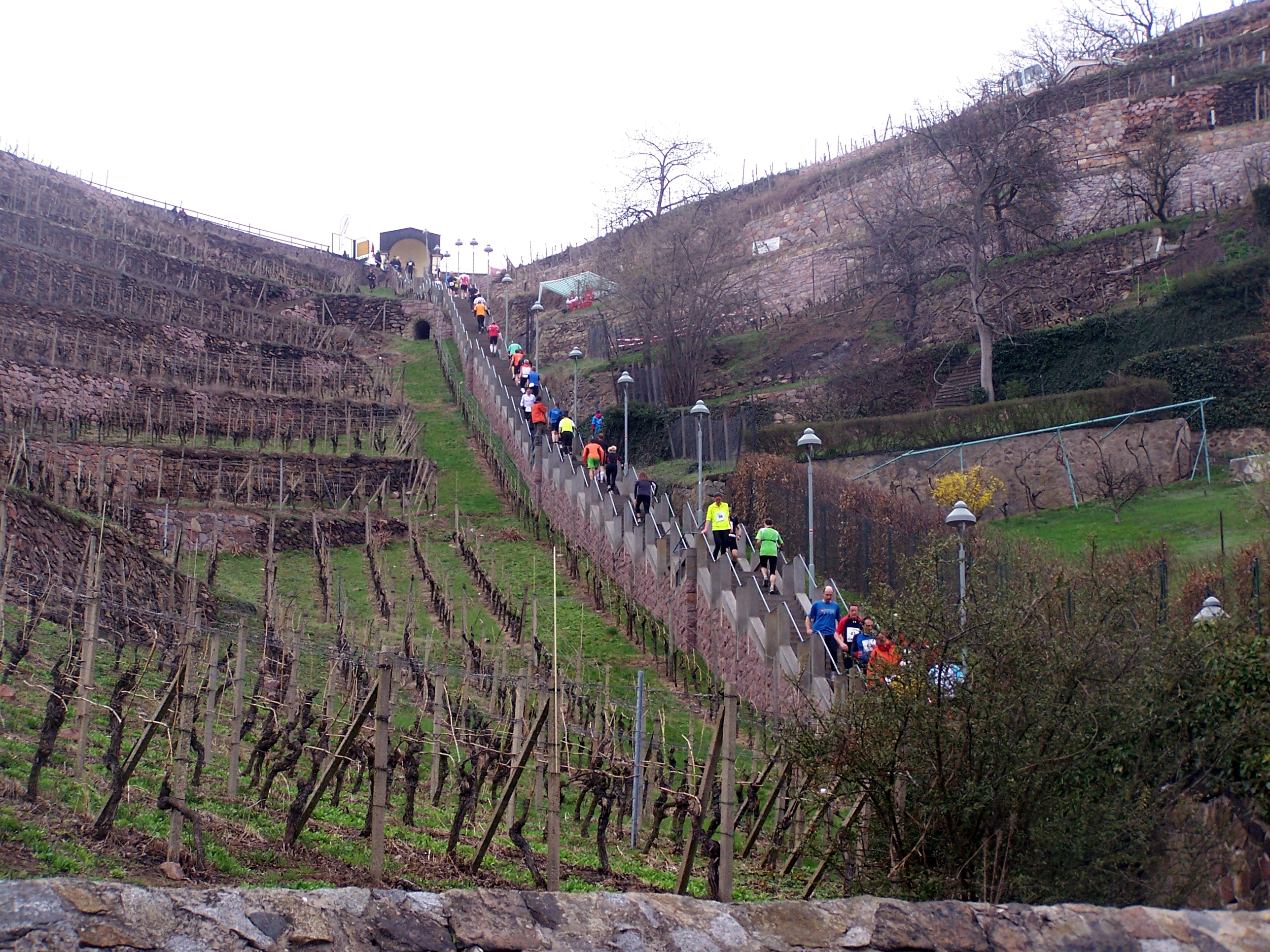
Spitzhaustreppenläufer (2013)

Der Sächsische Mt. Everest Treppenmarathon ist seit 2005 eine Extremsportveranstaltung auf der Spitzhaustreppe in Radebeul-Oberlößnitz. Dabei werden von den internationalen Teilnehmern aus bisher 13 Nationen in bis zu 24 Stunden die Höhenmeter des namensgebenden Mount Everests absolviert (8848 Meter in 100 Runden). Die zurückgelegte Strecke entspricht einem Ultramarathons (84,4 Kilometer). Vorher auf Wunsch entsprechend leistungsstarker Starter, seit 2015 jedoch als Regelstrecke, wird der Ultra-Marathon als 24-Stunden-Lauf durchgeführt. Der vormalige Titelträger Kurt Hess aus der Schweiz legte 2007 in dieser Zeit 144 Runden zurück, was einer Laufstrecke von über 120 Kilometern und einer Höhendistanz von über 12700 Höhenmetern entspricht (57.168 Stufen). Diese Bestmarke wurde 2015 bei der 11. Austragung vom Münchner Andreas Allwang mit 156 Runden (entspricht 13.800 Höhenmeter) deutlich überboten.

## Idee und Zielsetzung
Die Idee zum Lauf entstand bei einem Besuch des Panometers in Leipzig mit der Ausstellung 8848Everest360°. Da schon seit dem Jahr 2000 Treppenläufe auf der Spitzhaustreppe durchgeführt wurden (Spitzhaustreppenlauf), konnte auf einen Erfahrungsschatz für die neue Aufgabe zurückgegriffen werden. Unterstützung erhielten die Organisatoren durch die Stadt Radebeul, die ortsansässigen Feuerwehren, den Ortsverband des Technischen Hilfswerkes, die DLRG Meißen, den Arbeiter-Samariter-Bund sowie private Helfer.
Er soll laut der Deutschen Ultramarathon-Vereinigung „der schwerste und größte Extremtreppenlauf der Welt“ sein. Es sind dabei 39.700 Stufen zu bewältigenden. (Ultra-Treppenlauf),
Zu dem internationalen Wettbewerb traten bis zum Jahr 2011 Teilnehmer aus Deutschland, Österreich, der Schweiz, Dänemark, Vereinigte Arabische Emirate, Mexiko, USA, Israel, Luxemburg und Belgien an sowie 2012 aus dem Vereinigten Königreich, Schweden und  Polen. 2013 kam der erste Teilnehmer aus Rumänien hinzu.
Der Alleingang ist 60 internationalen Wettkämpfern vorbehalten (2012: 48 Männer, 9 Frauen), die teilweise um World-Cup-Punkte kämpfen. Zudem gibt es  15 Dreierseilschaften und 5 Touristenteams mit bis zu 100 Teilnehmern. Bekannt waren: Der sächsische Landesbischof Jochen Bohl (2011), die Kulturstaffel der Landesbühnen Sachsen mit u. a. der Staatskapelle Dresden, der Dresdner Philharmonie, der Staatsoperette Dresden, Studenten der Musikhochschule Dresden und der Radebeuler Oberbürgermeister Bert Wendsche (2010).

## Die Läufe
- 7. Radebeuler Spitzhaus-Treppenlauf vom April 2011: Es  nahmen 700 Läufer teil.[8]
- 8. Treppenmarathon vom April 2012:[3] Teilnehmer aus 7 Nationen. 2012 wurden vier neue Rekorde aufgestellt. Sepp Schreiber, unterbot den fünf Jahre bestehenden Rekord seines Landsmanns Kurt Hess um über eine Stunde.[9] 28 Männer und 7 Frauen – mehr als die Hälfte Wettkämpfer – schafften 2012 die 100 Runden. Die Letztplatzierten  Elf Freunde von der THW Vs. Feuerwehr liefen ihr Rennen in Einsatzkleidung und unter Atemschutz.[10]
- 9. Treppenmarathon vom April 2013: Die erstplatzierte Frau bei den Einzelstartern, Kristina Tille, stellte eine neue Frauenbestzeit für die 100 Runden mit 17:30:22 auf. Die Staffel des Lößnitzgymnasiums verbesserte die Touristenzeit auf unter 11 Stunden (10:59:35). 2013 hatten sich fünf Teilnehmer zur Absolvierung des Laufes als 24-Stunden-Lauf angemeldet. Der Erstplatzierte (Zehntplatzierter auf 100 Runden) absolvierte in 23:53:37 insgesamt 115 Runden.
- 10. Treppenmarathon vom April 2014: Dabei fielen zwei Rekorde an: Die erstplatzierte Frau bei den Einzelstartern, Ulrike Baars, die sich das sechste Mal auf einem der ersten zwei Ränge platzierte, stellte eine neue Frauenbestzeit für die 100 Runden mit 17:06:59 auf. Und schaffte im 24-Stunden-Rennen 114 Runden.[11] Der schnellste Läufer, Andreas Allwang, gewann mit 13:26:53. Die Feuerwehr hatte deutschlandweit eingeladen, um 2014 den Touristenweg mit mehr als 100 Teilnehmern in Einsatzbekleidung und unter schwerem Atemschutz zu bewältigen. Die ersten 100 Feuerwehrleute schafften die Strecke, die sie wegen ihres Atemschutzhandicaps außer Konkurrenz bestritten, in etwa 19:30 Stunden.[11] Zum Jubiläum im zehnten Jahr des Sportereignisses feierte ein Dresdner Läufer sein eigenes Jubiläum: Als einziger Läufer brachte Alexander Helbig alle bisherigen zehn Spitzhaustreppenläufe mit 100 Runden zu Ende.[11]
- 11. Treppenmarathon vom April 2015: Das Reglement wurde leicht abgeändert. Sieger der Alleingänger war derjenige Starter, der innerhalb 24 Stunden am meisten Durchläufe absolvierte.
- 14. Treppenmarathon vom April 2018: Gewinner im Alleingang wurde Kurt Hess (65 Jahre alt), wie schon 2005 bis 2007. Siegerin wurde Carmen Henker. Die Feuerwehrleute in Einsatzkleidung und mit schwerem Atemschutz waren erneut vertreten.
- 18. Treppenmarathon am 7. und 8. Mai 2022: Gewinner im Alleingang der 100 Runden wurde Matthias Gall aus Deutschland mit 136 Runden in 23:24 Stunden. Siegerin wurde Marina Klemm mit 103 Runden. Die Feuerwehrleute in Einsatzkleidung und mit schwerem Atemschutz waren erneut mit einer Staffel vertreten.

## Strecke
Sie führt vom Vorplatz des Bismarckturmes Radebeul, vorbei am Pavillon am oberen Ende der Spitzhaustreppe, hinunter bis zum Tor des Weinbergs Am Goldenen Wagen und rechts über die Straße am Goldenen Wagen auf den Platz der Kreuzung zur Hoflößnitzstraße. Hier wird gewendet und es geht die genannte Strecke wieder hinauf bis zur oberen Wende auf dem Vorplatz.
Die Benutzung von Spikes oder Stöcken sind wegen der historischen Sandsteintreppe verboten. Die Treppe, die die Steillage der Lößnitz überwindet, hat dabei einschließlich der Podeste einen Steigungswinkel von 36,2 %, die gesamte Halbstrecke des Aufstiegs vom Wendepunkt bis zum Ziel von 21 %. Die Steigung der Treppe in einem Einschnitt der Lausitzer Verwerfung, der von der Dresdner Elbtalweitung auf die Lausitzer Platte bei Wahnsdorf hinaufführt ist wesentlich flacher als die Falllinie der Weinberge.
Die Veranstaltung wird rezipiert als „das europäische Highlight des Monats April, die erste bedeutende Outdoor-Veranstaltung des Jahres[, … die] bereits Kultstatus erlangt hat und eine besondere Klientel anzieht.“ Der „wohl extremste Treppenlauf der Welt“ ist schon „Monate vor dem Wettkampf ausgebucht“, jedoch „kann sich eine Anfrage beim Veranstalter noch lohnen: Meistens sind noch Startplätze in den Staffeln oder einer Dreiergruppe verfügbar.“ Die Teilnahme zählt innerhalb des jährlich veranstalteten Towerrunning World Cup.

## Reglement
Das Rennen ging bis 2014 über 100 Runden auf oben genannter Strecke und es standen dafür 24 Stunden zur Verfügung. Seit 2015 geht das Rennen über 24 Stunden; zusätzlich werden die 100-Runden-Ergebnisse gestoppt. Alle Läufer, die die 100 Runden innerhalb der 24 Stunden absolviert haben, werden in einem Club der 100er verewigt.
Die drei Startklassen gliedern sich wie folgt:
- Alleingang: Jeder Teilnehmer (Männer/Frauen) läuft die 24 Stunden bzw. 100 Runden allein.
- Dreierseilschaft: Eine Mannschaft besteht aus drei Teilnehmern (Mixed möglich), die sich in die 100 Runden teilen. Jeder Teilnehmer muss mindestens 25 Runden laufen und es muss die 18 Stunden Zeit unterboten werden.
- Touristen: Eine Mannschaft bestand bis 2014 aus mindestens 75 Teilnehmern (Mixed möglich). Sie hatte dafür 16 Stunden Zeit. Seit 2015 werden nur noch 50 Runden von 50 Teilnehmern zurückgelegt.
- Elf Freunde: Zu den drei Startklassen gibt es ein Einladungsrennen für Sponsoren und Helfer der Veranstaltung: Elf Teilnehmer laufen je eine Runde und haben dafür 2 Stunden Zeit.

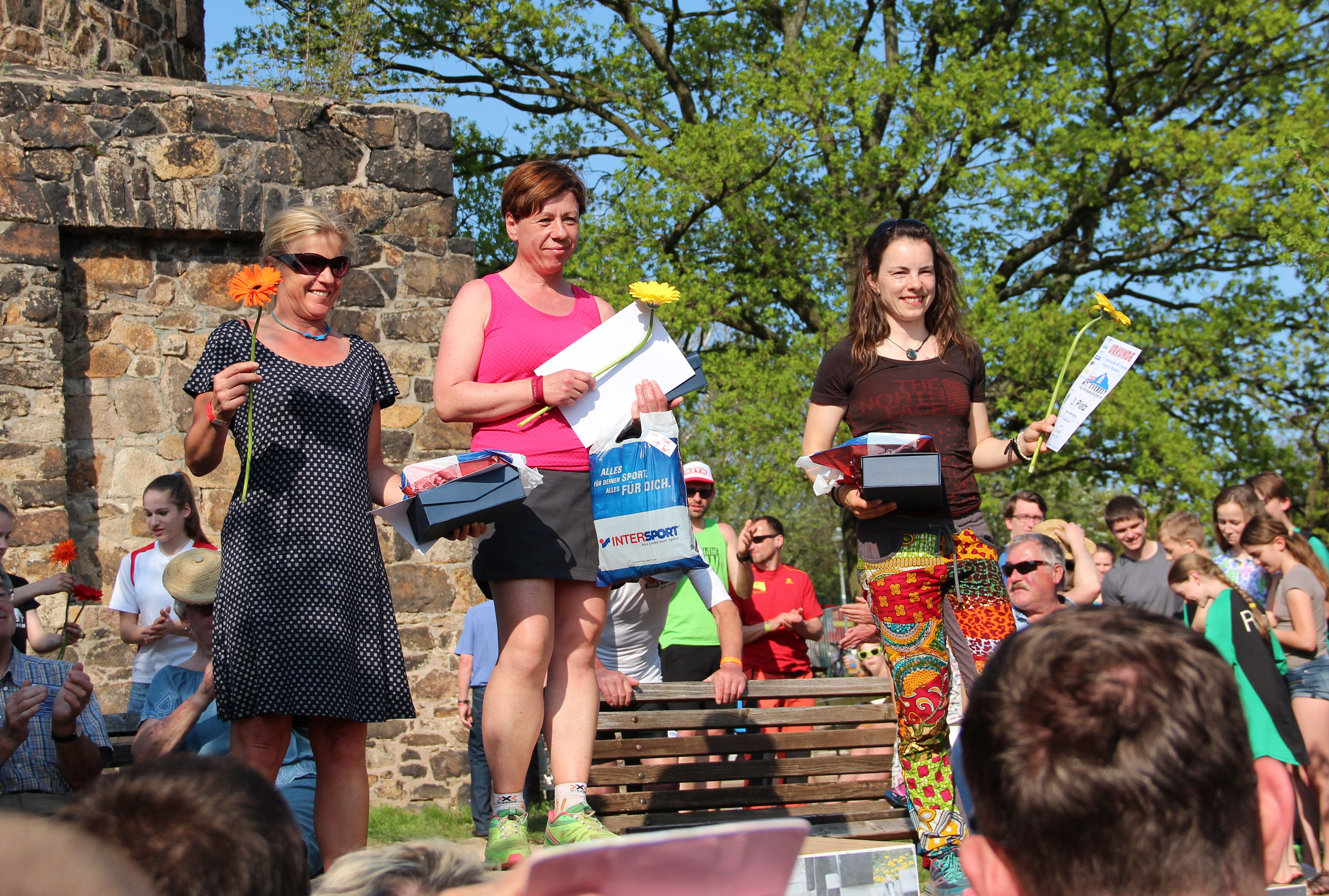
Siegerehrung 2018 Alleingänger Frauen
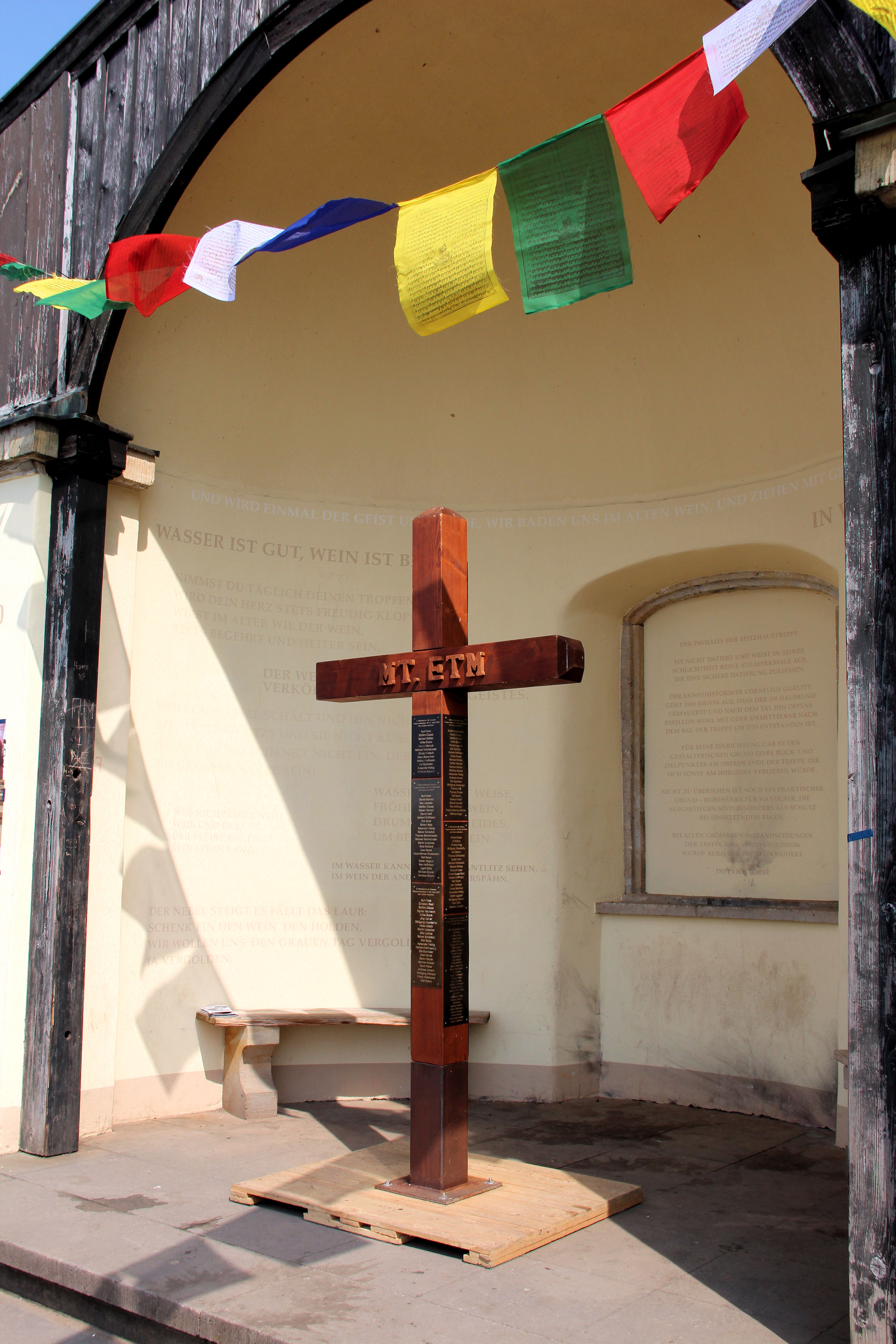
Gipfelkreuz bei Start und Ziel mit den Ehrentafeln (2018)
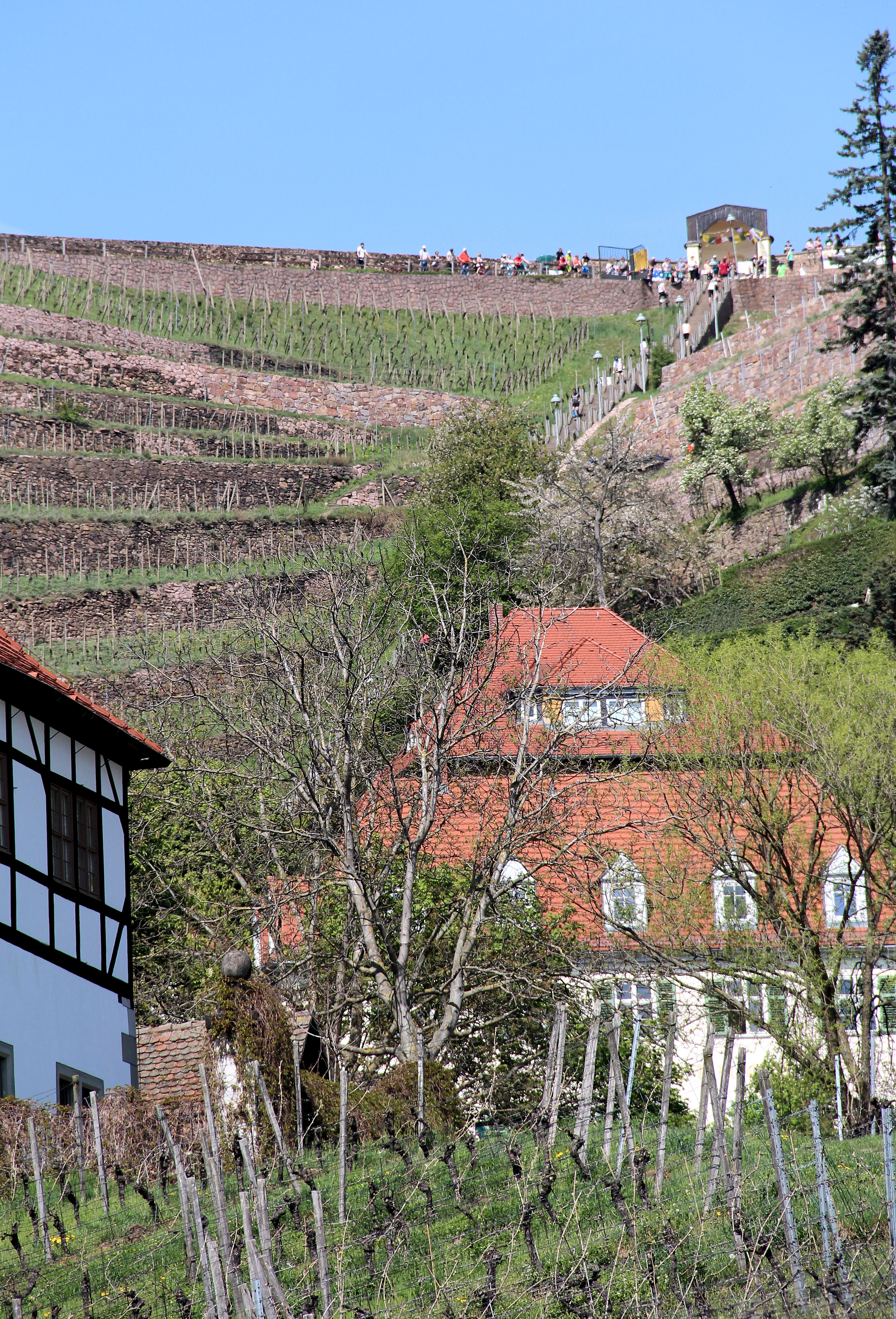
Blick vom Elbtal auf die Spitzhaustreppe (2018)
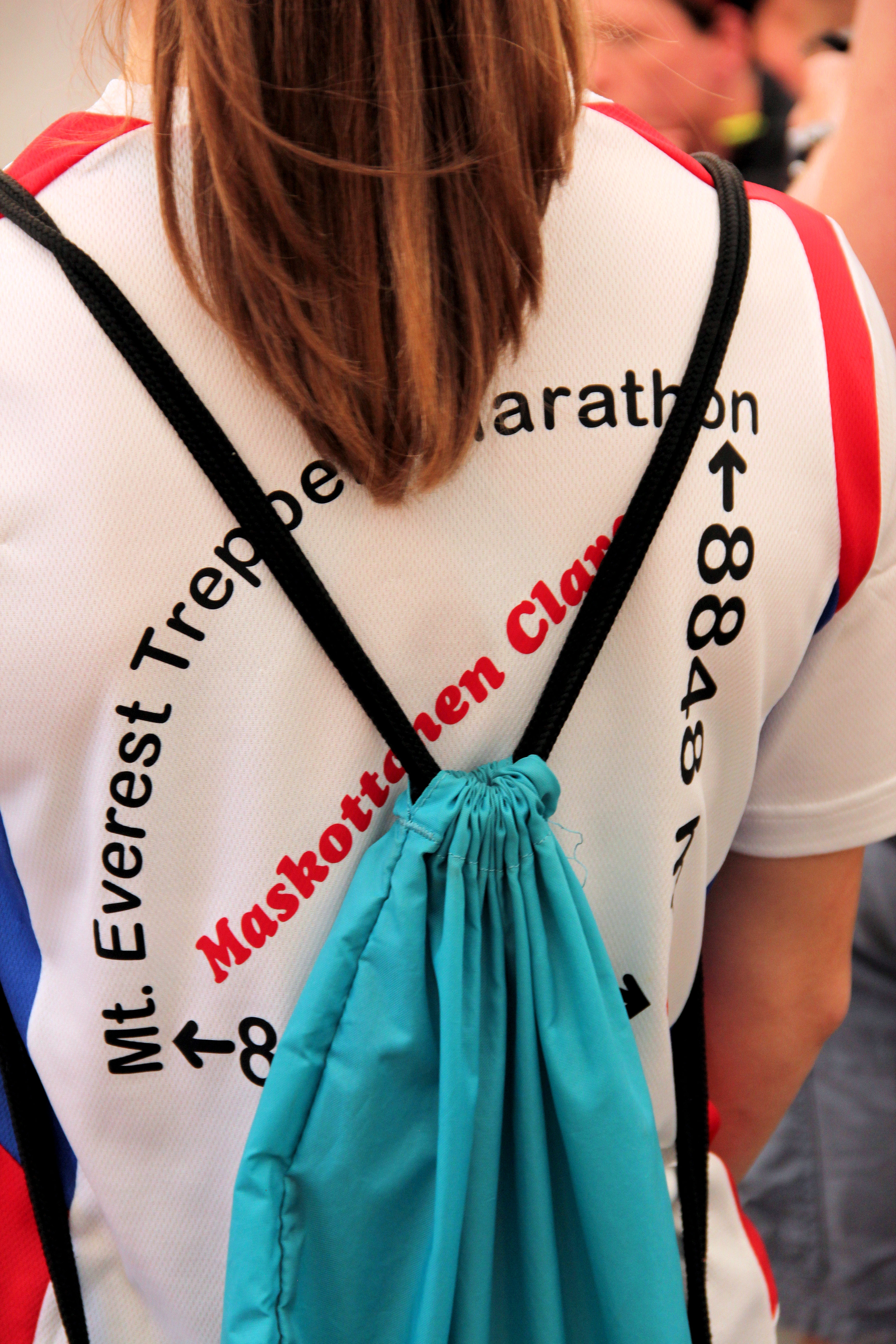
Maskottchen Clara war bisher bei jeden Treppenmarathon dabei
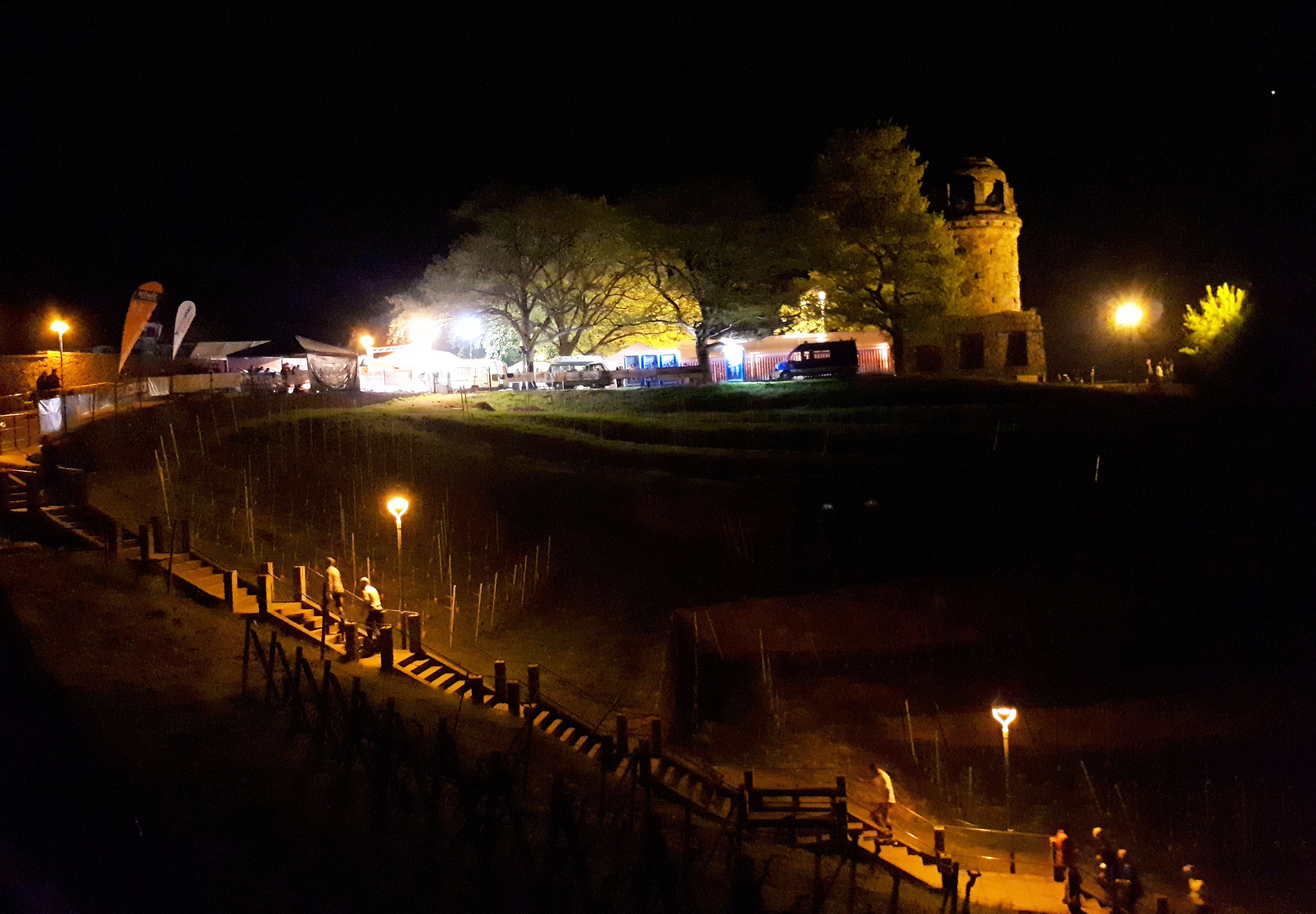
Blick in der Nacht zu Start und Ziel am Bismarckturm Radebeul (2018)
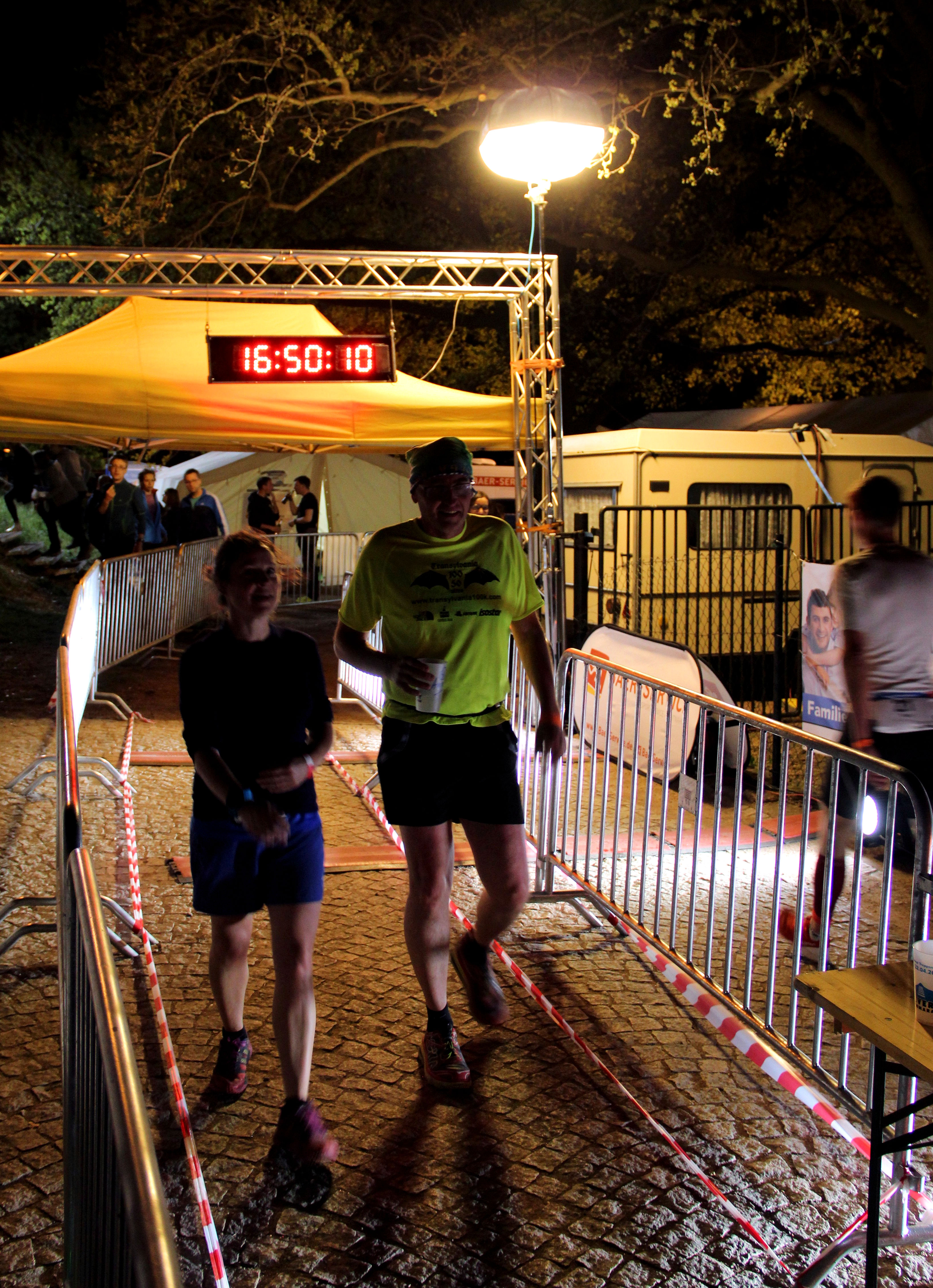
Fast 17 Stunden bis zum Ziel (2018)
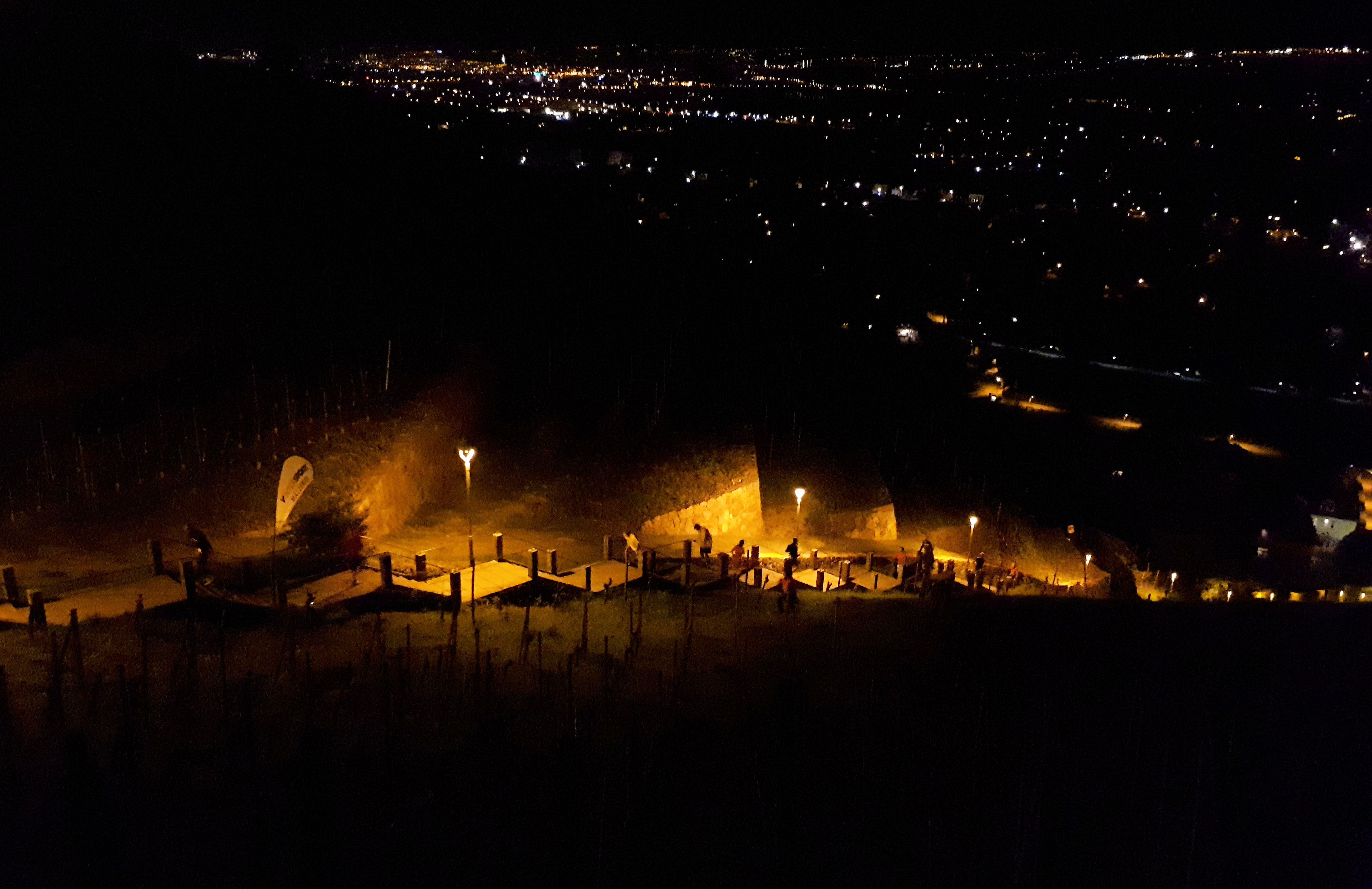
Nachts an der Strecke (2018)
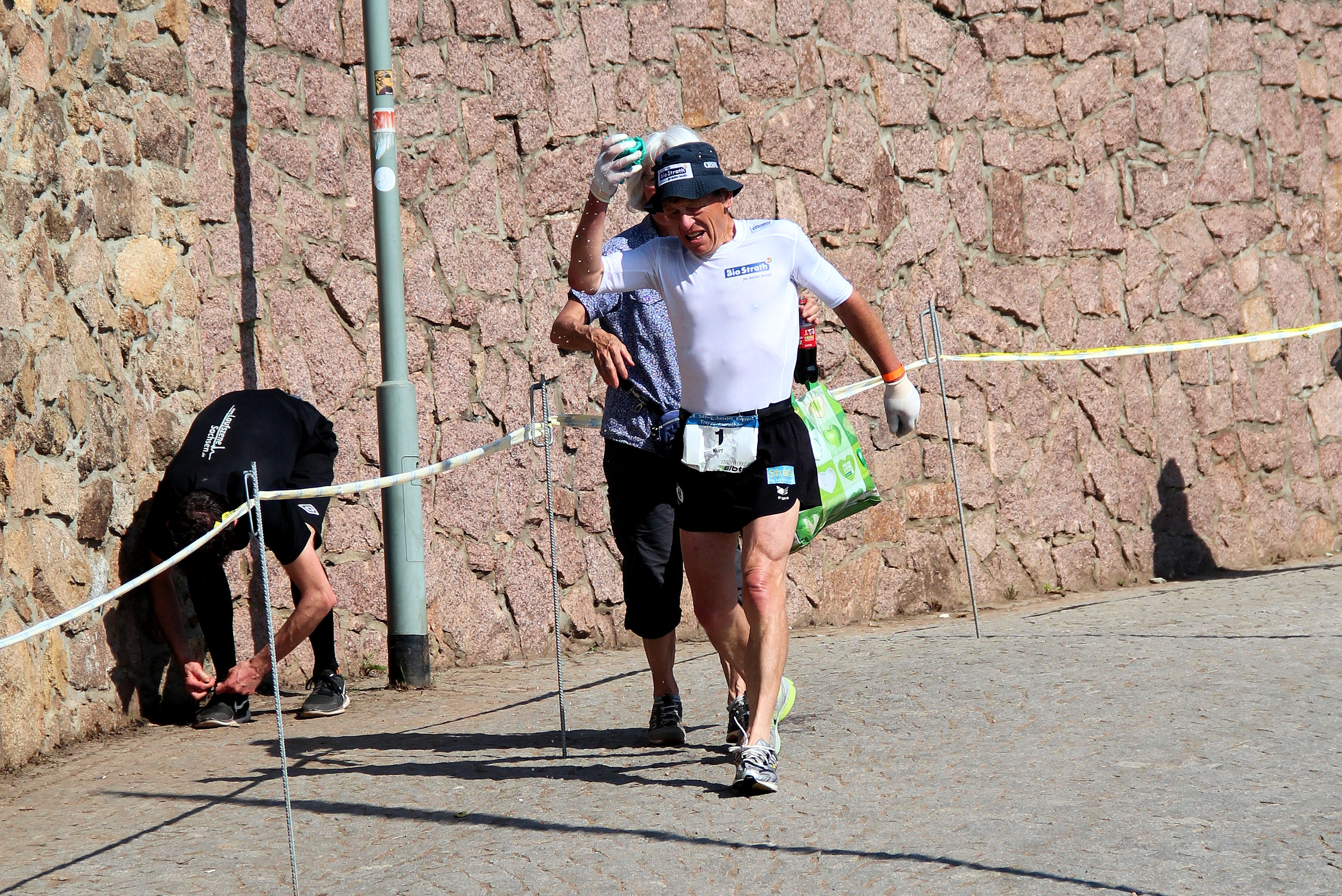
Willkommene Erfrischung für den Schweizer Kurt Hess (2018)
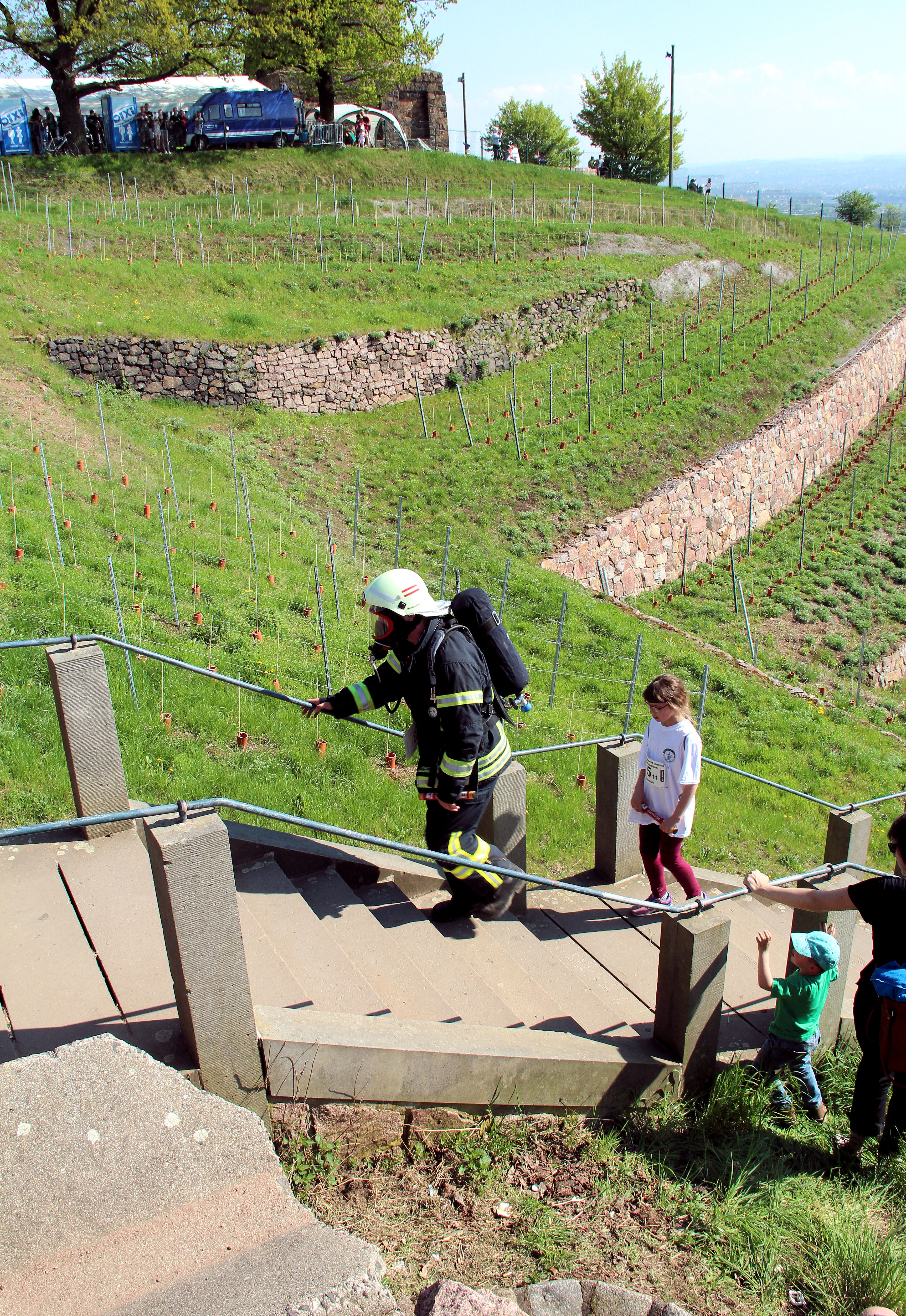
Feuerwehr und Touristenstaffel auf der Treppe (2018)
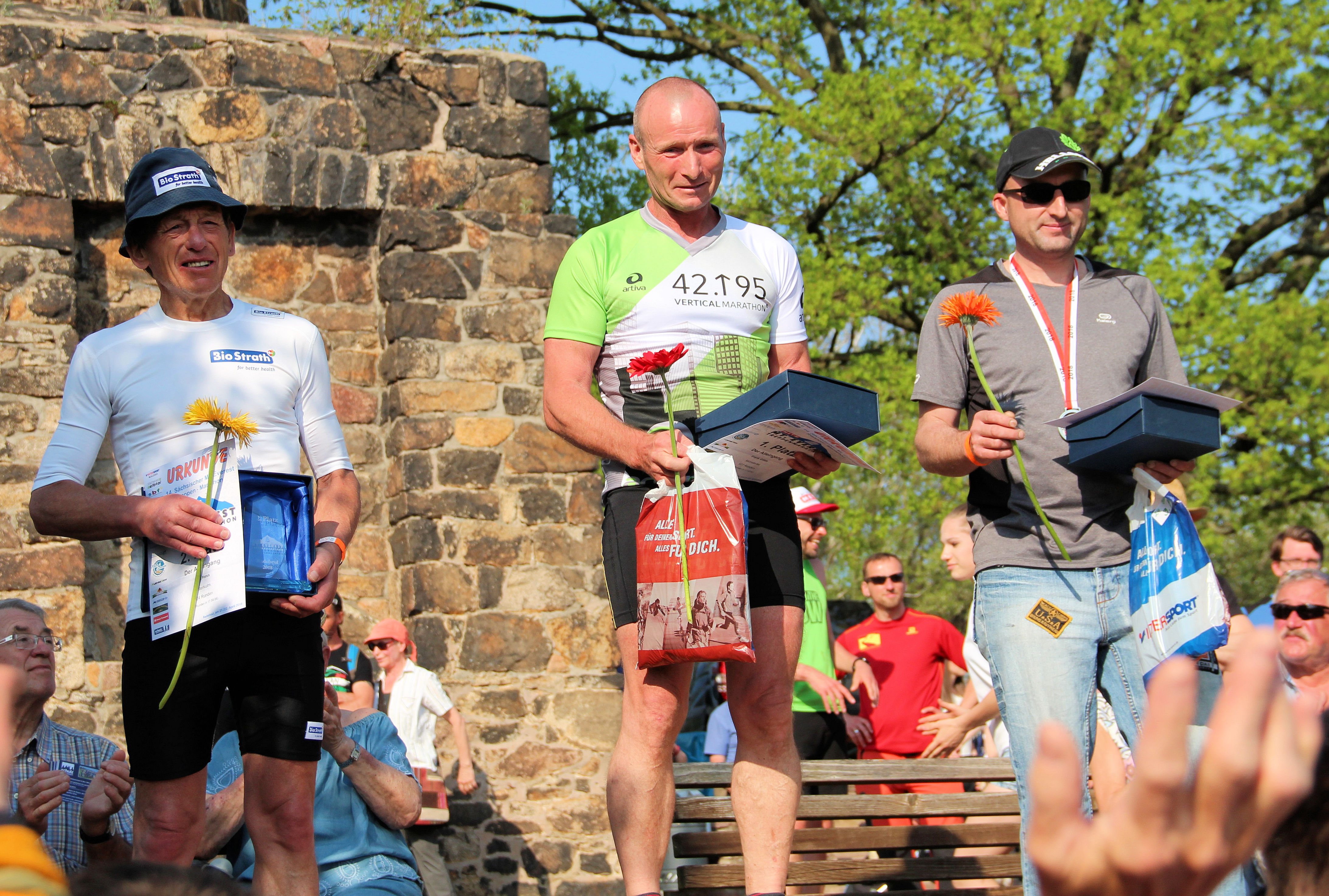
Siegerehrung 2018 Alleingänger Männer

## Rekorde
(Quelle:)
- Streckenrekord der Männer: 13:26:53 Stunden, aufgestellt durch Andreas Allwang (D) am 12./13. April 2014 (vorher: 13:47:32 Stunden, Sepp Schreiber (CH), 2012)
- Streckenrekord der Frauen: 16:16:52 Stunden, aufgestellt durch Antje Müller am 18./19. April 2015 (vorher: 17:06:59 Stunden, Ulrike Baars (D), 2014)
- Streckenrekord Dreierseilschaften: 10:08:44 Stunden, aufgestellt durch Christian Raketen JenTZsch, Maik Eisleben, Robin Duha (D) am 13./14. April 2019 (vorher: 10:10:54 Stunden, Wolf, Fiebig, Wolf (D), 2012)
- Streckenrekord Touristen: 10:59:35 Stunden, aufgestellt vom Lößnitzgymnasium Radebeul (D) am 20./21. April 2013 (vorher: 11:05:12 Stunden, Gymnasium Luisenstift (D), 2012)
- Streckenrekord Elf Freunde: 1:02:59 Stunden, aufgestellt durch Animo Radebeul (D) am 21./22. April 2012
- Schnellste gelaufene Runde: 3:56 Minuten, aufgestellt von Franz Taubert, Lößnitzgymnasium Radebeul (D) im Jahr 2019
- Meiste Runden (Männer): 156 Runden, aufgestellt durch Andreas Allwang am 18./19. April 2015 (vorher: 144 Runden, Kurt Hess (CH), aufgestellt am 21./22. April 2007)
- Meiste Runden (Frauen): 121 Runden,  (D), aufgestellt durch Ulrike Baars am 16./17. April 2016 (vorher: 114 Runden, Antje Müller aufgestellt am 18./19. April 2015)
- Meiste Runden (Feuerwehr unter Atemschutz): 117 Runden, aufgestellt am 18./19. April 2015 (vorher: 116 Runden, aufgestellt am 12./13. April 2014)

## Siegerlisten
Über die hier erwähnten Podiumsplätze hinausgehende Komplettplatzierungen aller Teilnehmer sind auf der Website der Veranstaltung abrufbar. Die angegebenen Zeiten gelten für 100 absolvierte Runden; Platzierte ohne Zeitangabe haben keine 100 Runden absolviert. Die 24-Stunden-Ergebnisse folgen in einer eigenen Spalte.
| Jahr | Rang     | Männer                  | Zeit 100 Rd.         | Rd. 24 Std. | Frauen                      | Zeit 100 Rd.         | Rd. 24 Std. | Dreierseilschaften                 | Zeit     | Touristen                                  | Zeit     | Rekorde                   |
| ---- | -------- | ----------------------- | -------------------- | ----------- | --------------------------- | -------------------- | ----------- | ---------------------------------- | -------- | ------------------------------------------ | -------- | ------------------------- |
| 2005 | 1. Rang  | Kurt Hess (CH)          | 17:09:42             |             | Ulrike Baars (D)            | 19:30:48             |             | Neverrests Pesterwitz              | 12:49:39 | Lößnitzgymnasium Radebeul                  | 12:28:42 |                           |
| 2005 | 2. Rang  | Steffen Clauss (D)      | 18:54:53             |             | Bianca Gudd (D)             | ---                  |             | Die Weinbergschnecken Bad Schandau | 13:13:40 | SAP SI Dresden                             | 12:54:28 |                           |
| 2005 | 3. Rang  | Norbert Rößler (D)      | 19:18:58             |             | ---                         | ---                  |             | Messners Erben Dresden             | 13:40:06 | Tanzschule Nebl Dresden                    | 13:14:47 |                           |
| 2006 | 1. Rang  | Kurt Hess (CH)          | 14:58:32             |             | Uta Graßhoff (D)            | ---                  |             | Hase und Igel                      | 10:36:56 | Lößnitzgymnasium Radebeul                  | 11:42:37 |                           |
| 2006 | 2. Rang  | Daniel Schmid (CH)      | 15:21:16             |             | ---                         | ---                  |             | Kopfjaeger + Froschkönig           | 12:30:40 | Gymnasium Luisenstift Radebeul             | 12:20:41 |                           |
| 2006 | 3. Rang  | Ben Juretzko (D)        | 17:06:43             |             | ---                         | ---                  |             | Radebeuler Weltenbummler           | 12:30:50 | SAP SI Dresden                             | 12:26:51 |                           |
| 2007 | 1. Rang  | Kurt Hess (CH)          | 14:48:28             | 144         | Ulrike Baars (D)            | 17:53:23             |             | LG BRONX BERLIN I                  | 12:34:49 | Lößnitzgymnasium Radebeul                  | 11:33:15 | [ Rekord 1 ]              |
| 2007 | 2. Rang  | Christian Riedl (D)     | 15:55:41             |             | Alexandra Kilian (D)        | ---                  |             | Die Treppenjunkies                 | 13:01:44 | Gymnasium Luisenstift Radebeul             | 12:07:05 |                           |
| 2007 | 3. Rang  | Steffen Clauss (D)      | 16:30:20             |             | Uta Graßhoff (D)            | ---                  |             | Wahnsdorf 1                        | 13:03:55 | Lions-Club Radebeul                        | 13:05:34 |                           |
| 2008 | 1. Rang  | Stefan Ungermann (D)    | 15:32:40             |             | Ulrike Baars (D)            | 17:43:29             |             | Kopfjaeger-Sports                  | 11:41:51 | Lößnitzgymnasium Radebeul                  | 11:36:18 |                           |
| 2008 | 2. Rang  | Rene Strosny (D)        | 16:21:14             |             | Uta Graßhoff (D)            | ---                  |             | Die Franken-Sherpas                | 12:18:06 | Gymnasium Luisenstift Radebeul             | 12:18:45 |                           |
| 2008 | 3. Rang  | Steffen Clauss (D)      | 16:52:39             |             | Gisela Kunckel (D)          | ---                  |             | Großenhainer Treppenhaie           | 12:30:33 | Großenhainer Gipfelstürmer                 | 13:08:15 |                           |
| 2009 | 1. Rang  | Heiko Lätsch (D)        | 16:52:44             |             | Susan Bateman (UAE)         | 21:44:33             |             | Schritt-für-Schritt                | 11:59:33 | Lößnitzgymnasium Radebeul                  | 11:55:13 |                           |
| 2009 | 2. Rang  | Ulf Kühne (D)           | 17:23:08             |             | Uta Graßhoff (D)            | ---                  |             | Little John Bikes Team Dresden     | 12:17:39 | ---                                        | ---      |                           |
| 2009 | 3. Rang  | Thomas Nigg (CH)        | 17:46:15             |             | Annemarie Nietzold (D)      | ---                  |             | SV Elbland Coswig-Meißen           | 12:27:52 | ---                                        | ---      |                           |
| 2010 | 1. Rang  | Marco Summermatter (CH) | 15:24:03             |             | Ulrike Baars (D)            | 18:01:48             |             | Schritt-für-Schritt                | 11:36:05 | Gymnasium Luisenstift Radebeul             | 11:38:46 |                           |
| 2010 | 2. Rang  | Ulf Kühne (D)           | 16:20:45             |             | Madeleine Lorenz (D)        | 20:26:58             |             | Team-Triple X                      | 11:40:32 | Lößnitzgymnasium Radebeul                  | 11:50:41 |                           |
| 2010 | 3. Rang  | Steffen Clauss (D)      | 16:32:04             |             | Annemarie Nietzold (D)      | 23:49:27             |             | RV Pirna and Friends               | 13:05:25 | SV Elbland Coswig-Meißen                   | 12:16:39 |                           |
| 2011 | 1. Rang  | Marco Summermatter (CH) | 14:56:20             |             | Antje Müller (D)            | 18:20:46             |             | Schritt-für-Schritt                | 10:56:57 | Lößnitzgymnasium Radebeul                  | 11:07:46 |                           |
| 2011 | 2. Rang  | Steffen Clauss (D)      | 16:19:42             |             | Gabriela Lipfert (D)        | 23:00:47             |             | Der flotte Dreier                  | 11:27:39 | Gymnasium Luisenstift Radebeul             | 11:28:51 |                           |
| 2011 | 3. Rang  | Kai Böhme (D)           | 17:13:22             |             | Uta Graßhoff (D)            | ---                  |             | Sportaholics                       | 11:52:13 | Lions-Club Radebeul                        | 13:16:32 |                           |
| 2012 | 1. Rang  | Sepp Schreiber (CH)     | 13:47:32             |             | Katrin Grieger (D)          | 17:39:55             |             | Schritt-für-Schritt                | 10:10:54 | Gymnasium Luisenstift Radebeul             | 11:05:12 | [ Rekord 2 ] [ Rekord 3 ] |
| 2012 | 2. Rang  | Andreas Allwang (D)     | 13:55:06             |             | Ulrike Baars (D)            | 18:31:01             |             | Schritt-für-Schritt 44+            | 11:19:44 | Lößnitzgymnasium Radebeul                  | 11:33:36 |                           |
| 2012 | 3. Rang  | Ulf Kühne (D)           | 15:27:29             |             | Kristina Tille (D)          | 20:05:40             |             | LSV & Friends 1                    | 11:46:33 | sTUfe Dresden                              | 11:49:44 |                           |
| 2013 | 1. Rang  | Heiko Lätsch (D)        | 14:46:09             |             | Kristina Tille (D)          | 17:30:22             |             | Kopfjaeger-Sports                  | 11:49:25 | Lößnitzgymnasium Radebeul                  | 10:59:35 |                           |
| 2013 | 2. Rang  | Frank Wittwer (D)       | 14:48:35             |             | Daniele Dilling (D)         | 23:46:47             |             | AllStair100 Team                   | 11:58:21 | Gymnasium Luisenstift Radebeul             | 11:29:00 |                           |
| 2013 | 3. Rang  | Marco Summermatter (CH) | 15:06:59             |             | Elisabeth Schwibs (D)       | ---                  |             | Team QuickFit                      | 12:27:32 | Kinderarche Sachsen                        | 14:01:01 |                           |
| 2014 | 1. Rang  | Andreas Allwang (D)     | 13:26:53             |             | Ulrike Baars (D)            | 17:06:59             | 114         | Schritt-für-Schritt                | 11:46:29 | Lößnitzgymnasium Radebeul                  | 11:37:39 | [ Rekord 4 ]              |
| 2014 | 2. Rang  | Ulf Kühne (D)           | 15:07:55             |             | Sabine Remberger-Jordan (D) | 22:04:46             |             | Kopfjaeger-Sports                  | 12:32:03 | Lions-Club Radebeul                        | 12:26:20 |                           |
| 2014 | 3. Rang  | Frank Wittwer (D)       | 16:27:31             |             | Katrin Hofmann (D)          | 22:47:18             |             | step by step                       | 12:32:53 | Intersport Mälzerei Dresden                | 13:52:27 |                           |
| 2015 | 1. Rang  | Andreas Allwang (D)     | 13:45:59             | 156         | Antje Müller (D)            | 16:16:52             | 115         | Stairway to Hell                   | 11:19:17 | Lößnitzgymnasium Radebeul (50 Runden)      | 05:30:10 | [ Rekord 5 ] [ Rekord 6 ] |
| 2015 | 2. Rang  | Stefan Wilsdorf (D)     | 14:54:14             | 140         | Ywi Lehnert (D)             | 18:10:55             |             | Team Endurance Radebeul            | 11:31:26 | Feuerwehr Dresden (50 Runden)              | 05:30:56 |                           |
| 2015 | 3./2. R. | Steffen Muschinski (D)  | 15:42:46             |             | Sabine Remberger-Jordan (D) | 21:01:03             | 102         | Thomas Sport Center                | 11:38:34 | Gymnasium Luisenstift Radebeul (50 Runden) | 05:42:08 |                           |
| 2015 | 3. Rang  | Yves König (D)          | (16:03:03) (4. Rang) | 136         | Tanja Höschele (D)          | (22:07:12) (5. Rang) | 101         | ---                                | ---      | ---                                        | ---      |                           |
| 2016 | 1. Rang  | Kai Böhme (D)           | 17:35:05 (4. Rang)   | 125         | Ulli Baars (D)              | 17:45:44             | 121         | Schritt für Schritt                | 10:37:04 | Lößnitzgymnasium Radebeul (50 Runden)      | 05:26:50 | [ Rekord 7 ] [ Rekord 8 ] |
| 2016 | 2. Rang  | Frank Wittwer (D)       | 15:24:29 (1. Rang)   | 121         | Tanja Neumann (D)           | 19:54:29 (3. Rang)   | 116         | Citylauf-Verein meets RC Dresden   | 11:11:38 | Gymnasium Luisenstift Radebeul (50 Runden) | 05:32:24 |                           |
| 2016 | 3. Rang  | Patrick Kobelhirt (A)   | 18:50:54 (9. Rang)   | 118         | Babett Jasbinschek (D)      | 21:18:28 (5. Rang)   | 105         | Sportaholics                       | 11:14:16 | Quickfit-Das Fitnesscenter (50 Runden)     | 06:17:04 |                           |
| 2017 | 1. Rang  | Stefan Wilsdorf (D)     | 15:24:31             | 135         | Antje Müller Baars (D)      | 17:54:50             | 110         | Tick, Trick und Track              | 14:29:20 | Lößnitzgymnasium Radebeul (50 Runden)      | 05:25:59 |                           |
| 2017 | 2. Rang  | Yves Mahindra König (D) | 17:18:20             | 129         | Sabine Remberger-Jordan (D) | 22:22:36             | 105         | Citylauf-Verein meets RC Dresden   | 11:43:09 | Quickfit-Das Fitnesscenter (50 Runden)     | 05:59:49 |                           |
| 2017 | 3. Rang  | Andreas Gröber (CH)     | 18:50:26             | 120         | Bere May (D)                | 23:20:44             | 101         | Twitterwürfel                      | 12:34:56 | TreppenHogger (50 Runden)                  | 06:16:02 |                           |
| 2018 | 1. Rang  | Frank Götze (D)         | 17:23:52             | 127         | Carmen Henker (D)           | 19:43:21             | 104         | Kapaurer Runners                   | 11:37:21 | Lößnitzgymnasium Radebeul (50 Runden)      | 05:09:26 | [ Rekord 9 ]              |
| 2018 | 2. Rang  | Kurt Hess (CH)          | 17:59:06             | 124         | Katrin Jeschke (D)          | 21:13:29             | 103         | Team Treppchen                     | 12:27:17 | Luisenstift Radebeul (50 Runden)           | 05:31:51 |                           |
| 2018 | 3. Rang  | Falko Zeeh (D)          | 17:26:32             | 117         | Yvonne Lehnert (D)          | 18:46:13             | 101         | Keine Gnade für die Wade           | 12:41:46 | Team Quickfit Dresden (50 Runden)          | 05:52:50 |                           |
| 2019 | 1. Rang  | Ulrich Trondler (D)     | 15:43:29             | 140         | Ulrike Baars (D)            | 17:14:01             | 127         | SV Elbland Coswig-Meißen e. V.     | 10:08:44 | Lößnitzgymnasium Radebeul (50 Runden)      | 05:19:05 |                           |

1. ↑  Weltrekordversuch über 24-Std.-Treppensteigen (Nur die Treppe): Daniel Schmid (169 Runden)
2. ↑  Streckenrekord Dreierseilschaften
3. ↑  Schnellste gelaufene Runde
4. ↑  Streckenrekord der Männer
5. ↑  24-Stunden-Rekord der Männer
6. ↑  Streckenrekord der Frauen
7. ↑  24-Stunden-Rekord der Frauen
8. ↑  Streckenrekord Touristen
9. ↑  Streckenrekord Touristen (50 Runden)

## Sonstiges
(Stand 23. April 2017)
- Insgesamt waren schon 381 Läufer aus 20 Ländern am Start. Bis zum Gipfel haben es 161 Läufer geschafft. Mehrmals auf dem Gipfel waren, angeführt von Alexander Helbig aus Dresden (Anzahl 10) insgesamt 65 Läufer. Nicht geschafft haben es 155 Läufer. Die Läufer kamen aus Australien, Belgien, Kolumbien, Dänemark, Deutschland, Frankreich, Großbritannien, Israel, Italien, Japan, Luxemburg, Mexiko, Niederlande, Österreich, Polen, Rumänien, Schweiz, Tschechien, USA, Vereinigte Arabische Emirate.[18]